# Élections générales néo-brunswickoises de 1952

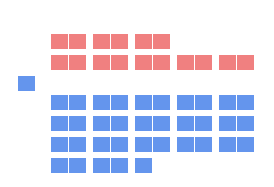
Sièges de l'Assemblée législative du Nouveau-Brunswick en 1952.

L'élection générale néo-brunswickoise de 1952, aussi appelée la 42e élection générale, a lieu le 22 septembre 1952 afin d'élire les membres de la 42e législature de l'Assemblée législative du Nouveau-Brunswick, au Canada.
Le Parti progressiste-conservateur remporte une majorité de 36 sièges tandis que l'opposition officielle est formée par le Parti libéral, avec 16 sièges.